# Martin Anderberg
Lars Johan Martin Anderberg, född 27 januari 1971 i Landskrona församling i Malmöhus län, är en svensk militär.

## Biografi
Anderberg avlade officersexamen 1994 och blev samma år fänrik vid Skånska flygflottiljen. År 1997 tog han filosofie kandidat-examen i statsvetenskap vid Lunds universitet och 1998 befordrades han till löjtnant. Efter att ha befordrats till major var han chef för Utvecklingssektionen i Flygtaktiska stabsledningen i Insatsledningen i Högkvarteret 2007–2008. Han tog Master of science-examen vid US Air Command and Staff College 2010 och Master of science-examen vid US School of Advanced Air and Space Studies 2011.
Efter att ha befordrats till överstelöjtnant var han chef för Utvecklingsenhet luftstrid vid Luftstridsskolan 2012–2015. Han tjänstgjorde 2015–2017 i Inriktningsavdelningen i Ledningsstaben i Högkvarteret. I hans arbetsuppgifter ingick att ansvara för Försvarsmaktens rymdverksamhet och för den så kallade perspektivstudien, ett underlag till Försvarsberedningen för att möta omvärldsutvecklingen i ett långsiktigt perspektiv. Den 1 april 2017 befordrades han till överste och är sedan samma dag chef för Förmågeinriktningssektionen i Inriktningsavdelningen i Ledningsstaben i Högkvarteret.
Martin Anderberg invaldes 2004 som ledamot av Kungliga Krigsvetenskapsakademien.